# Rhätische Bahn

Liniennetz der Rhätischen Bahn

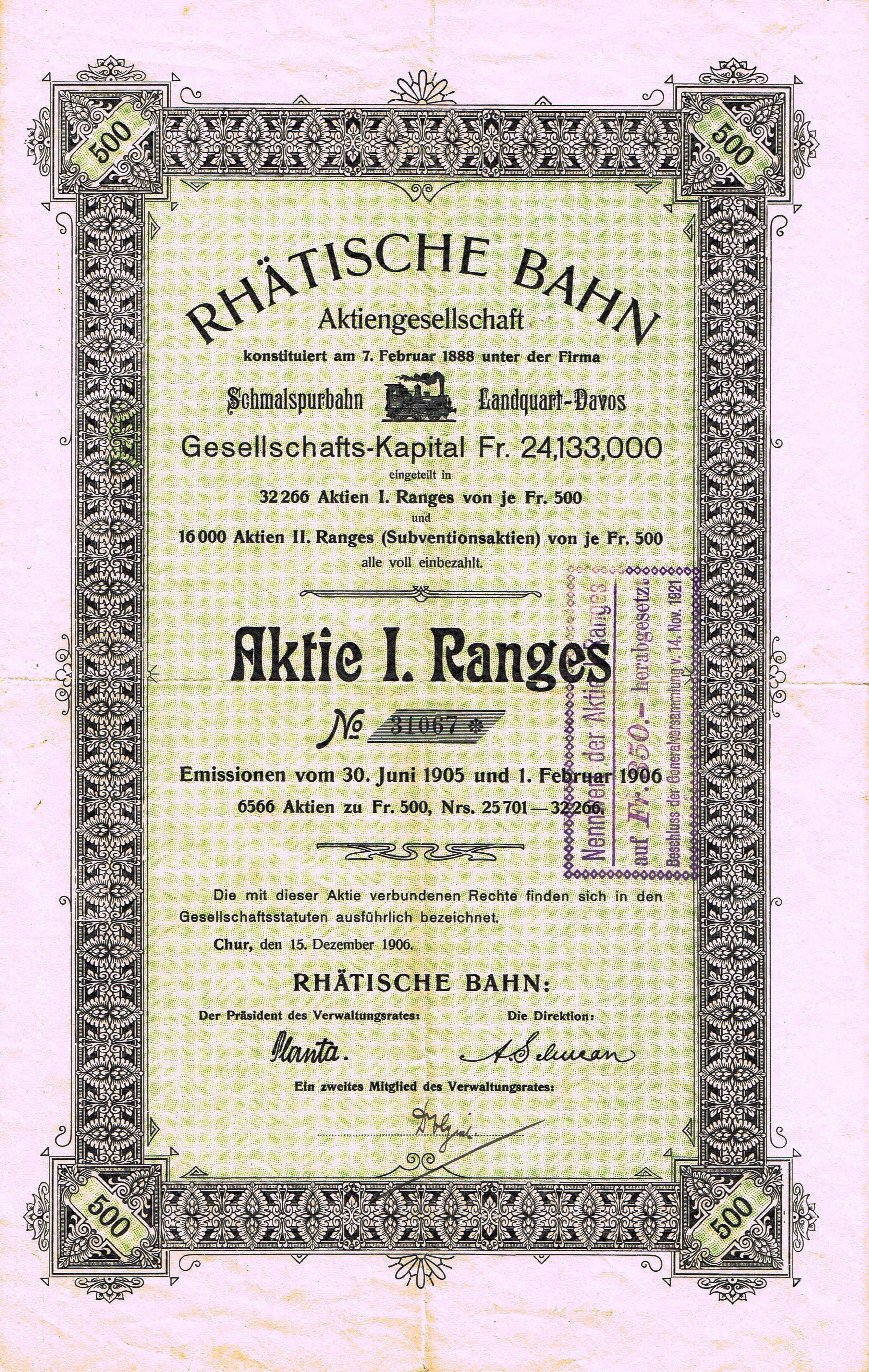
Rhätische Bahn AG, Aktie 1. Ranges über 500 Franken vom 15. Dezember 1906

Plakat der Rhätischen Bahn von 1909

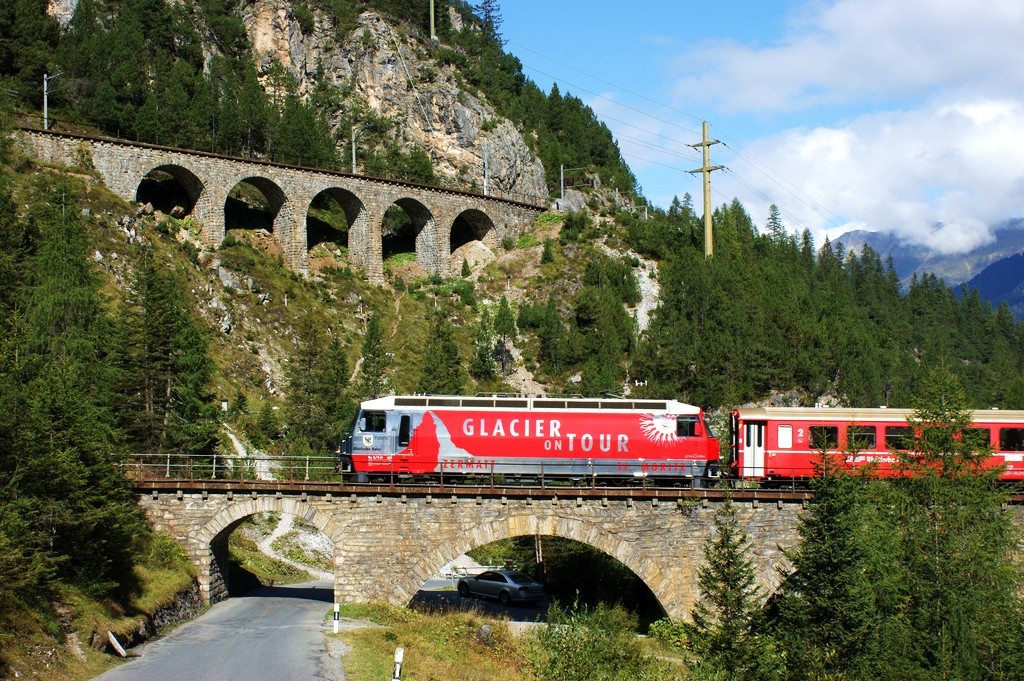
Regio auf der Albulabahn

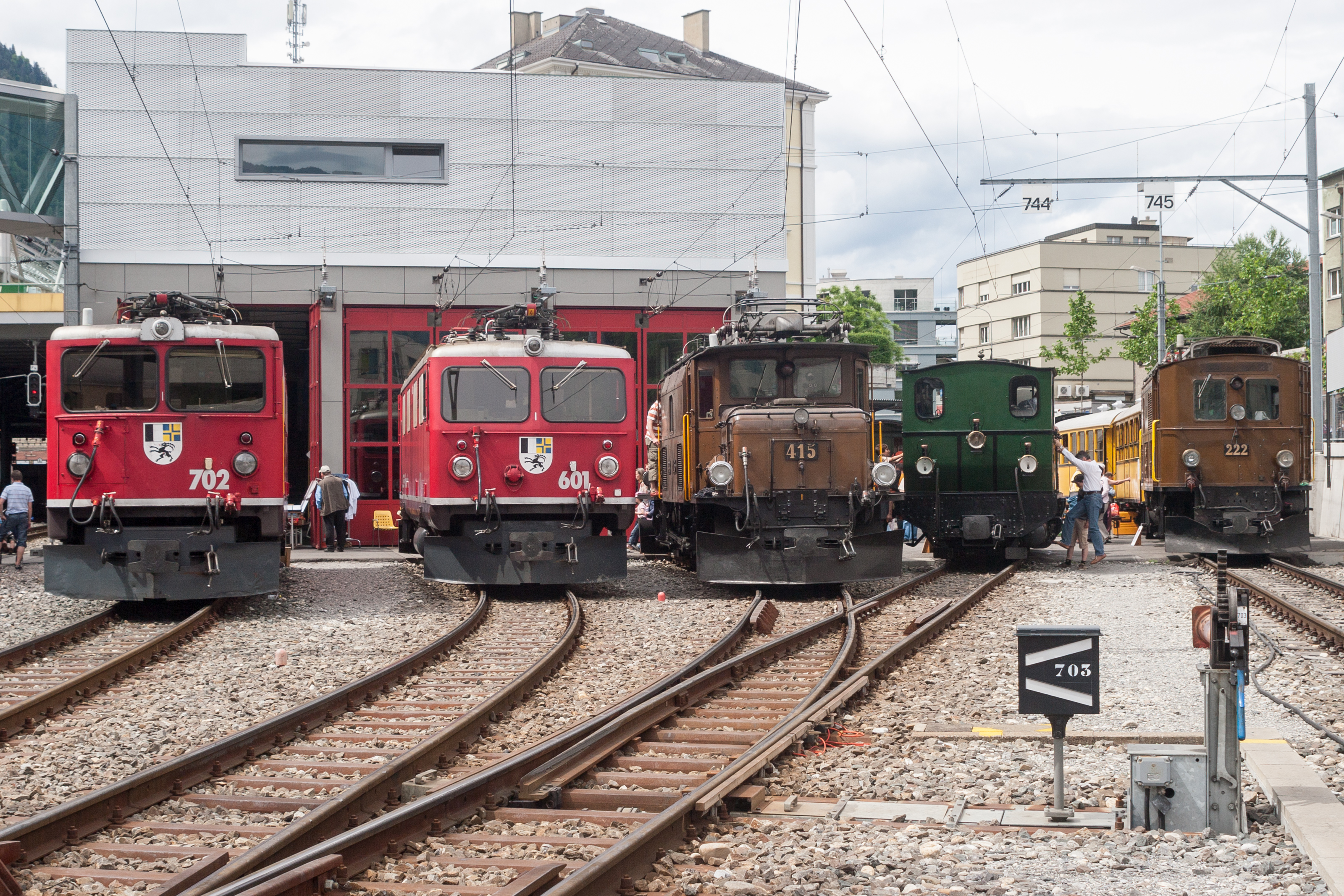
Lokomotiv-Parade bei der Wiedereröffnung des Bahnhofs Chur (25. Mai 2008): Ge 6/6 II, Ge 4/4 I, Ge 6/6 I, G 3/4 «Rhaetia», Ge 2/4.

Die Rhätische Bahn AG (RhB) (italienisch Ferrovia retica, rätoromanisch Viafier reticaⓘ) ist ein Eisenbahnverkehrsunternehmen und eine Infrastrukturbetreiberin in der Schweiz. Die Aktiengesellschaft hat ihren Sitz in Chur. Das Streckennetz liegt überwiegend im Kanton Graubünden, ein kleiner Teil auch in Italien. Vom Misox aus bestand früher auch eine Strecke ins Tessin.
Der Name geht auf die frühere römische Provinz Raetia zurück. Der 1806 gebildete Kanton Graubünden (kurz vorher als Kanton Rätien entstanden) befindet sich auf einem Teilgebiet dieser Provinz.
Die RhB verfügt über ein meterspuriges Schmalspurnetz mit einer Länge von 384 Kilometern, das in Disentis/Mustér an das ebenfalls meterspurige Netz der Matterhorn-Gotthard-Bahn (MGB) anschliesst.
Bekannteste RhB-Strecken sind die Berninabahn und die Albulabahn, die zusammen seit Juli 2008 zum UNESCO-Welterbe zählen. Ihr Wahrzeichen ist das Landwasserviadukt, das direkt in den Landwassertunnel übergeht.

## Geschichte
Das Bahnmuseum Albula in Bergün ist der Geschichte der RhB gewidmet.

### Name und Logo
Da die nahe liegende Abkürzung der Bahn «RB» bereits durch die Rigi-Bahnen beansprucht wurde, wich man auf die alternative Schreibweise «RhB» aus. Das Logo wurde 1964 vom Churer Grafiker Hans Schmid geschaffen. Es wird in leicht modifizierter Form heute noch verwendet.

### Gründungsgeschichte
Die Gründung der Rhätischen Bahn geht auf den Niederländer Willem Jan Holsboer zurück. Dieser war der Hauptinitiator einer Eisenbahn von Landquart nach Davos, der ersten Strecke im Netz der späteren RhB. Erster Oberingenieur und Betriebsinspektor (später Direktor bis 1909) der Bahn wurde Achilles Schucan, der der Rhätischen Bahn bis nach dem vorläufigen Endausbau des Netzes vor dem Ersten Weltkrieg vorstand. Bis 1918 war er Direktionspräsident und damit während 30 Jahren an leitender Stellung tätig.
Am 7. Februar 1888 wurde durch private Initiative die Schmalspurbahn Landquart–Davos AG (LD) gegründet. Ursprünglich wollte die Gesellschaft eine Zahnradbahn erstellen, um die Steigungen auf dieser Gebirgsstrecke zu überwinden. Eine Variante mit drei Spitzkehren war ebenfalls im Gespräch. Beide Varianten wurden jedoch aufgrund des Erfolges der zahnrad- und spitzkehrfreien Gotthardbahn verworfen und der Bau einer reinen Adhäsionsbahn mit nur noch einer Spitzkehre beschlossen. Diese einzige Spitzkehre befand sich im Bahnhof Klosters und wurde durch einen 1930 bis 1932 gebauten Kehrtunnel südlich des Bahnhofs abgelöst. Die anfangs geplante Normalspur konnte aufgrund der beengten Verhältnisse und aus Kostengründen nicht realisiert werden. Der erste Spatenstich erfolgte am 29. Juni 1888.
Schon 1889 konnte der Streckenteil von Landquart nach Klosters und acht Monate später die gesamte Strecke bis Davos eröffnet werden.
Aufgrund der weiteren, ebenfalls auf Holsboer zurückgehenden Pläne für eine Expansion auch in andere Regionen des Kantons Graubünden änderte die Schmalspurbahn Landquart–Davos AG ihren Namen am 25. Juni 1895 in Rhätische Bahn. Nach der Schaffung eines kantonalen Eisenbahngesetzes durch eine Volksabstimmung im Juni 1897 übernahm der Kanton die Aktienmehrheit, wodurch die Rhätische Bahn zur «Staatsbahn» von Graubünden wurde. Der Sitz wurde von Davos über Landquart nach Chur verlegt.
1907–1910 wurde in Chur in der Bahnhofstrasse das repräsentative Verwaltungsgebäude der RhB im Bündner Heimatstil errichtet und unter eidgenössischen und kantonalen Denkmalschutz gestellt.

### Erste Erweiterungen des Streckennetzes
In der Folge wurde das Streckennetz zügig erweitert:
- 1896 Eröffnung der Strecke von Landquart über Chur nach Thusis.
- 1903 Eröffnung der Albulabahn von Thusis über Tiefencastel, Filisur und Samedan nach Celerina.
- 1904 Eröffnung der Verlängerung von Celerina nach St. Moritz.
- 1904 Eröffnung der Strecke von Reichenau-Tamins durch die Vorderrheinschlucht (Ruinaulta) nach Ilanz.
- 1908 Eröffnung der Strecke von Pontresina nach Samedan.
- 1909 Eröffnung der Strecke von Davos nach Filisur.
- 1912 Eröffnung der Strecke von Ilanz nach Disentis/Mustér.
- 1913 Eröffnung der Strecke von Bever über Zernez nach Scuol.

Der Ausbau des Netzes wurde durch den Ersten Weltkrieg gestoppt. Pläne lagen vor für den Bau folgender Strecken:
- Der Bau einer Bergeller Bahn von St. Moritz über den Malojapass nach Chiavenna in Italien wurde auf Schweizer Seite 1885 konzessioniert, die Konzession 1898 auf die RhB übertragen.

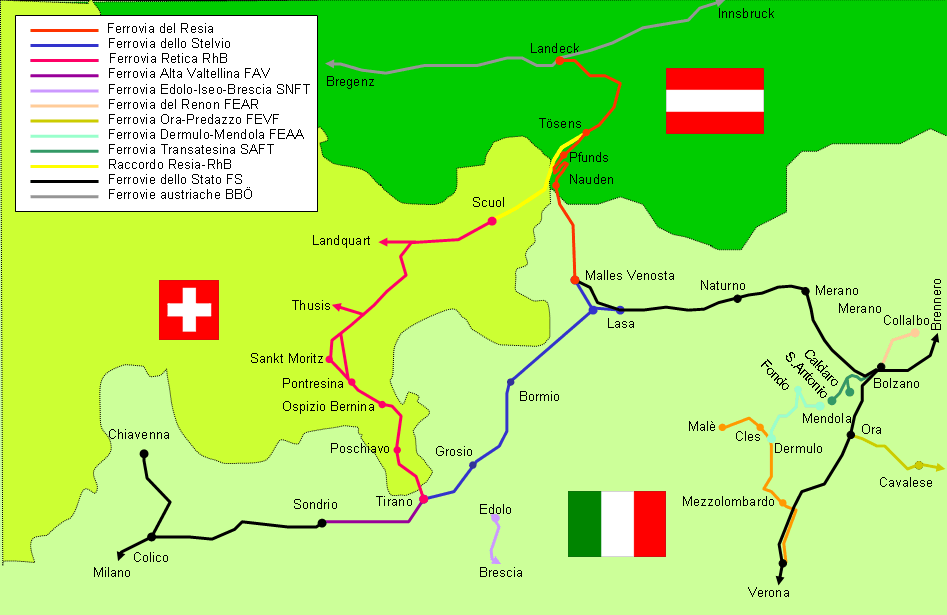
Die Region Engiadina Bassa/Val Müstair und Inntal links die Rhätischen Bahnen, in Gelb die nie gebaute Erweiterung Scuol-Tösens

- Die RhB hatte Pläne für eine Weiterführung der Unterengadiner Strecke von Scuol nach Nauders (ca. 31 km), hingegen wollte die Vinschgaubahn einen Anschluss in Pfunds an die ebenfalls geplante Reschenbahn von Mals nach Landeck im österreichischen Tirol. Alternativprojekte schlugen einen Anschlussbahnhof in Tösens oder Martinsbruck vor.
- 1909 erhielt die Bozen-Meraner-Bahn die Konzession für den Bau einer 53 km langen Ofenbergbahn von Zernez über den Ofenpass bis nach Mals in Südtirol.
- 1923 wurde eine Konzession erteilt, um von Thusis durch die Hinterrheinschlucht und einen 5150 m langen Bernhardintunnel eine 60 km lange Strecke nach Mesocco (Bernhardinbahn) zu bauen.

Die Pläne, eine Bahn nach Landeck oder nach Mals zu bauen, erlebten eine gewisse Renaissance.
Die Strecke von Bever nach Scuol war, anders als die vorher eröffneten Strecken, von Anfang an elektrifiziert. Zwischen 1913 und 1922 wurde das gesamte Stammnetz elektrifiziert und zwar «von oben nach unten», das heisst vom Engadin ausgehend nach Chur und Landquart:
- 1913 St. Moritz und Pontresina–Samedan–Scuol
- 1919 Bever–Filisur–Thusis und Davos Dorf
- 1920 Davos Dorf–Klosters
- 1921 Klosters–Landquart–Chur–Thusis (Ringschluss)
- 1922 Reichenau-Tamins–Disentis/Mustér

Die Elektrifizierung machte den Zugbetrieb erheblich leistungsfähiger und reduzierte für die Bahn den vor allem durch den Ersten Weltkrieg bedingten Kohlemangel. Auf dem RhB-Stammnetz kam die bis heute übliche Wechselspannung von 11 kV und 16 2⁄3 Hz (seit 1995: 16,7 Hz) zur Anwendung.

### Eingliederung der Arosabahn, der Misoxerbahn und der Berninabahn in die RhB
Die Bündner Bahnen waren Ende der 1930er-Jahre mit den anstehenden Erneuerungsarbeiten und angesichts der Krise im Tourismus und in anderen Wirtschaftszweigen in finanzielle Schieflage geraten. Sie beantragten deshalb Bundeshilfe nach dem 1939 erlassenen Privatbahnhilfegesetz. Finanzielle Leistungen nach diesem Gesetz waren aber an die Bedingung gebunden, dass sich die Bahnen zu grösseren Einheiten zusammenschliessen. Am 26. Oktober 1941 genehmigten die Aktionäre der RhB den Fusionsvertrag mit der Chur-Arosa-Bahn und der Bellinzona-Mesocco-Bahn; die Fusion wurde auf den 1. Januar 1942 wirksam. Am 24. Juni 1944 stimmten die Generalversammlungen der RhB und der Berninabahn einer rückwirkend auf den 1. Januar 1943 zu vollziehenden Fusion zu. Bereits auf den 1. Januar 1942 hatte die RhB Verwaltung und Betrieb der Berninabahn übernommen.

### Wirtschaftliche Probleme
Im Zweiten Weltkrieg konnte die RhB die Transportmengen massiv steigern, die Strassenkonkurrenz war durch die Treibstoffknappheit paralysiert. Im Jahre 1945 wurde mit 117 Millionen Personenkilometern und 24 Millionen Tonnenkilometern praktisch die doppelte Transportleistung im Vergleich zu den Vorkriegsjahren erbracht. Nach dem Krieg stagnierten die Transportleistungen auf hohem Niveau. Die wieder einsetzende Strassenkonkurrenz setzte indessen der Ertragskraft zu, und 1949 musste erstmals seit 1915 ein Betriebsfehlbetrag ausgewiesen werden. Eine Wende trat 1958 ein, als das Eisenbahngesetz in Kraft trat und ein Jahr später die Tarifannäherung (der Privatbahntarife im Berggebiet an die Tarife der SBB). Die neuen Abgeltungen des Bundes erlaubten wieder positive Rechnungsabschlüsse, und bis 1962 stiegen die Personenkilometer auf 175 Millionen an, doch dann verlangsamte sich das Wachstum. Der Güterverkehr boomte dank den Kraftwerksbauten, und 1966 wurde ein Spitzenwert von 56 Millionen Tonnenkilometern erreicht. Der Güterverkehr ging wieder zurück, der Personenverkehr stagnierte, doch die Lohnkosten folgten der Inflation, und 1970 schrieb die RhB wieder rote Zahlen. Die nun einsetzende Defizitdeckung war an die Bedingung geknüpft, dass auch der Kanton einen Anteil leiste. Dies führte zur Forderung, die RhB zu verstaatlichen, was die Eingliederung in die Schweizerischen Bundesbahnen (SBB) bedeutet hätte.
Ende der 1970er-Jahre besann sich die RhB auf ihre Stärken. Zielstrebig begann sie, ihre Streckenführung touristisch zu vermarkten. Als Spitzenprodukt wurde der Bernina-Express geschaffen, der Glacier-Express wurde gemeinsam mit der MGB bzw. ihren Vorgängerinnen ausgebaut, womit die Auslastung dank Besuchern aus der ganzen Welt auch in der Nebensaison erhöht werden konnte. Ausserdem wurde die personelle Besetzung umsatzschwacher Bahnhöfe aufgehoben. Die Bedienung bahnferner Ortschaften wurde PostAuto übergeben, wodurch im Abschnitt Thusis–Samedan auf Regionalzüge verzichtet werden konnte. Die Strecke von Mesocco nach Bellinzona wurde zunächst für den Personenverkehr und mittlerweile, nach der Schliessung des Betriebs des grössten Güterkunden, auch für den Güterverkehr stillgelegt.
Die Personenkilometer überschritten 1980 die Marke von 200 Millionen und 2001 von 300 Millionen; 2009 wurden 383 Millionen Personenkilometer geleistet. Der Güterverkehr erreichte 1990 wieder 56 Millionen Tonnenkilometer und schwankt seither in einem Bereich von 44 bis 59 Millionen Tonnen.

### Eröffnung der Vereinalinie
Zusätzlichen Auftrieb erhielt die RhB durch den Bau der Vereinalinie, welche von Landquart über Klosters, durch den im Jahre 1999 eröffneten Vereinatunnel, ins Unterengadin führt. Auf dieser Linie werden nebst Personen vor allem auch Personenwagen und Lastwagen transportiert, welche sich dadurch die beschwerliche Fahrt über den Flüelapass ersparen können. 2009 wurden 478'000 Fahrzeuge durch den Vereinatunnel transportiert.
Das Unterengadin ist durch diesen Tunnel um zwei, im Winter drei Stunden der Kantonshauptstadt Chur und den Zentren des schweizerischen Mittellands nähergerückt. Die Frequenzen der grösstenteils vom Bund finanzierten Vereinalinie haben bisher sämtliche Erwartungen übertroffen und dem Unterengadin einen gewissen wirtschaftlichen Aufschwung und einen Tagestourismus gebracht.
Die wirtschaftlichen Probleme der RhB sind trotz allen Neuerungen jedoch nicht aus der Welt geschafft, es bedarf ständiger Anstrengungen, mit den Verkehrseinnahmen (2008: 121 Millionen Schweizer Franken) und den betraglich beschränkten Mitteln der öffentlichen Hand (Abgeltung durch Bund und Kanton Graubünden 2008: 137 Millionen Schweizer Franken) auszukommen. Ausserdem müssen seit 2000 die Fahrzeuge mit verzinslichen Krediten beschafft werden, da die öffentliche Hand keine zinslosen Darlehen für diesen Zweck mehr gewährt. Dies wiederum erhöht die Betriebskosten.

### Baumassnahmen
Im Sommer 2019 war die Strecke von Susch nach Scuol-Tarasp vorübergehend ausser Betrieb, um umfassende Sanierungen durchführen zu können. Die grösste Baumassnahme ist der Bau einer neuen Tunnelröhre für den Albulatunnel seit 2015, 2019 erfolgte der Durchstich der neuen Tunnelröhre. Da das Streckennetz der Rhätischen Bahn weitgehend eingleisig mit vielen Ausweichstellen ist, werden einige Stellen zweigleisig ausgebaut, z. B. von Samedan nach Bever, einschliesslich Umbau des Bahnhofes Bever, von Thusis Richtung Tiefencastel und von Landquart nach Malans.

### Erhöhung der Wirtschaftlichkeit
Am 24. August 2006 beschloss der Verwaltungsrat der Rhätischen Bahn eine Reduktion des Personalbestandes um 145 Mitarbeiter bis Ende 2008. Ein solcher Schritt war gemäss Auffassung des Verwaltungsrates unerlässlich, um den Bestand der Bahn mittelfristig zu sichern. Die dadurch freigewordenden finanziellen Ressourcen wurden dringend benötigt, um die anstehende Sanierung der Trassees sicherzustellen (zum Beispiel war rund ein Drittel der über 150 Brücken sanierungsbedürftig) und um modernes Rollmaterial anzuschaffen. Der Personalabbau, welcher einer Verminderung des damaligen Personalbestandes um ein Zehntel entsprach und vor allem die Bereiche Werkstätten und Stationspersonal betraf (von den Stationen Untervaz, Ospizio Bernina und Campocologno wurde das Personal abgezogen; für weitere Stationen wurden private Betreiber gesucht), erfolgten weitestmöglich ohne Entlassungen. Die Rhätische Bahn rechnete mit rund 40 Kündigungen.

### Aufnahme der Albulabahn und der Berninabahn in das UNESCO-Welterbe

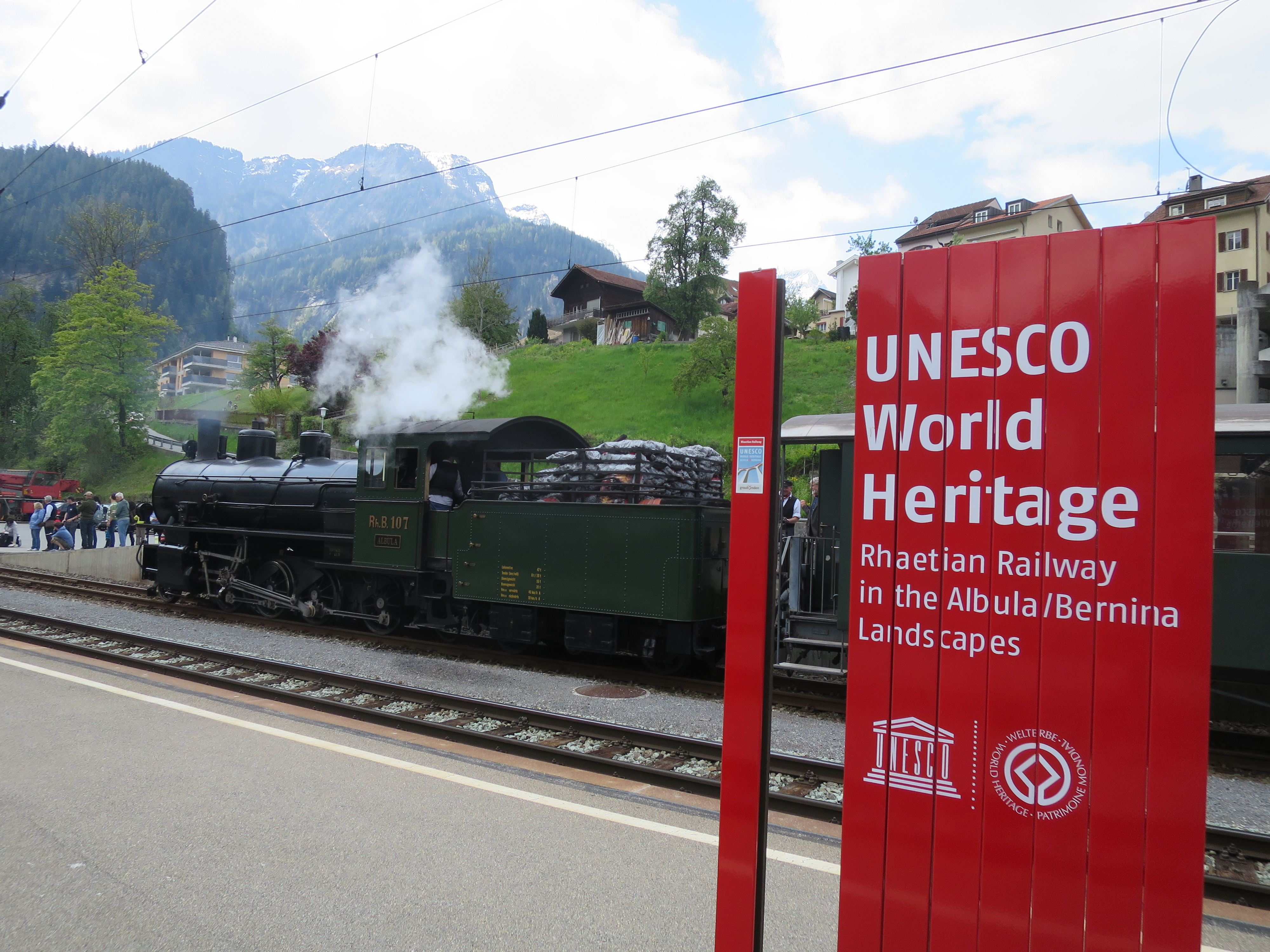
Dampflokomotive «Albula» und Hinweis auf den UNESCO-Welterbe-Status der Strecke im Bahnhof Thusis

Am 21. Dezember 2006 wurde in Paris ein Bewerbungsdossier an die UNESCO übergeben, mit dem Ziel, die Albula- und die Berninabahn als UNESCO-Welterbe aufzunehmen. Dies erfolgte schliesslich am 7. Juli 2008. Der Bestand der Strecke von Thusis nach Tirano ist damit auf lange Sicht gesichert. Das Label UNESCO-Welterbe gilt nicht nur für die Strecke im engeren Sinne, sondern auch für ein Band entlang dieser. Dieser mitgeschützte Bereich umfasst im Einzelnen definierte wichtige Kulturgüter, Ortsbilder und Landschaftselemente und weist eine Breite von 500 bis 1000 Metern auf. Schliesslich wurde eine sogenannte Pufferzone («Kulisse») definiert, welche die Kulturlandschaft umfasst, die von der Bahnlinie aus gesehen wird.
Wegen des Einbezuges von Tirano zeichnete Italien für die Welterbekandidatur mitverantwortlich. Die Schweiz war aber federführend. Das Bewerbungsdossier betreute das Bundesamt für Kultur. Künftig beschränkt sich die Rolle des Bundes auf die Überwachung der UNESCO-Richtlinien. Bund und Kanton Graubünden haben sich mit der Kandidatur verpflichtet, die Albula- und die Berninabahn einschliesslich Umgebung in ihrer Einzigartigkeit zu erhalten. Das bedeutet jedoch nicht, dass veraltete Einrichtungen künftig nicht mehr modernisiert werden dürfen.
Die Albula- und Berninabahnstrecke ist, nach der Semmeringbahn in Österreich sowie der Mountain Railways of India (Darjeelingbahn, Nilgiribahn, Kalka-Shimla Bahn), das dritte Welterbe, das Eisenbahnstrecken enthält.

### Wechsel an der Spitze

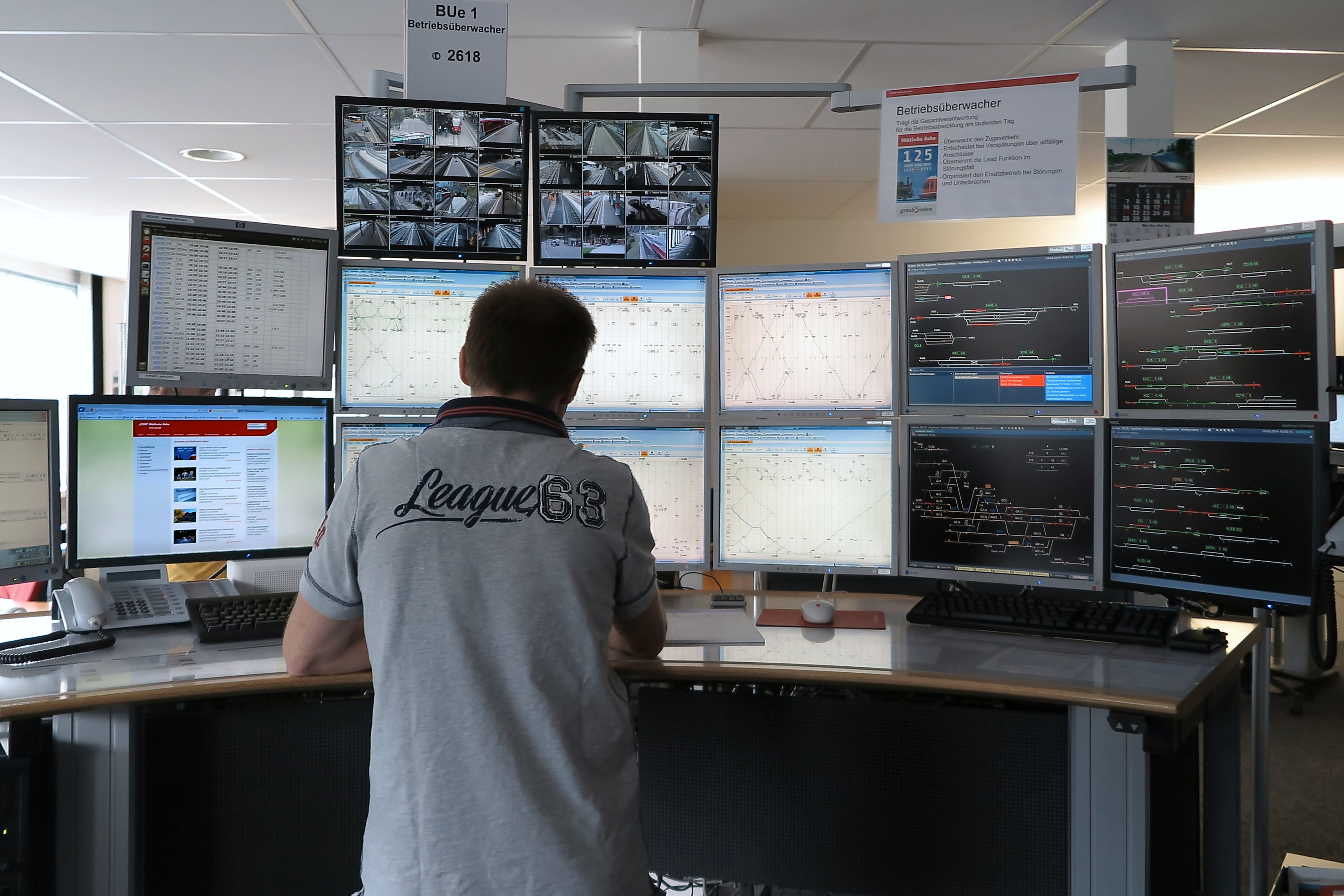
Betriebsüberwacher im Rail Control Center Landquart (2014)

Im Herbst 2015 wurde die frühzeitige Pensionierung des RhB-Direktors Hans Amacker († 2016) bekannt, der bereits ab März krankheitsbedingt ausgefallen war. Im Dezember verkündete die Rhätische Bahn die Wahl eines Nachfolgers. Der Verwaltungsrat entschied sich für Renato Fasciati (* 1975), der im Sommer 2016 von der Zentralbahn zum Bündner Eisenbahnunternehmen wechselte. Christian Florin (* 1965), Leiter des Geschäftsbereichs Infrastruktur, ist sein Stellvertreter.

### Längster Reisezug der Welt
Die Rhätische Bahn führte am 29. Oktober 2022 mit 25 vierteiligen Capricorn-Triebzügen (1906,375 Meter Länge und 2990 Tonnen Gewicht) den längsten Reisezug der Welt vom Albulatunnel über das Landwasserviadukt bis Alvaneu. Im Mai 2022 wurde eine Testfahrt mit 16 Kompositionen durchgeführt.

## Streckennetz

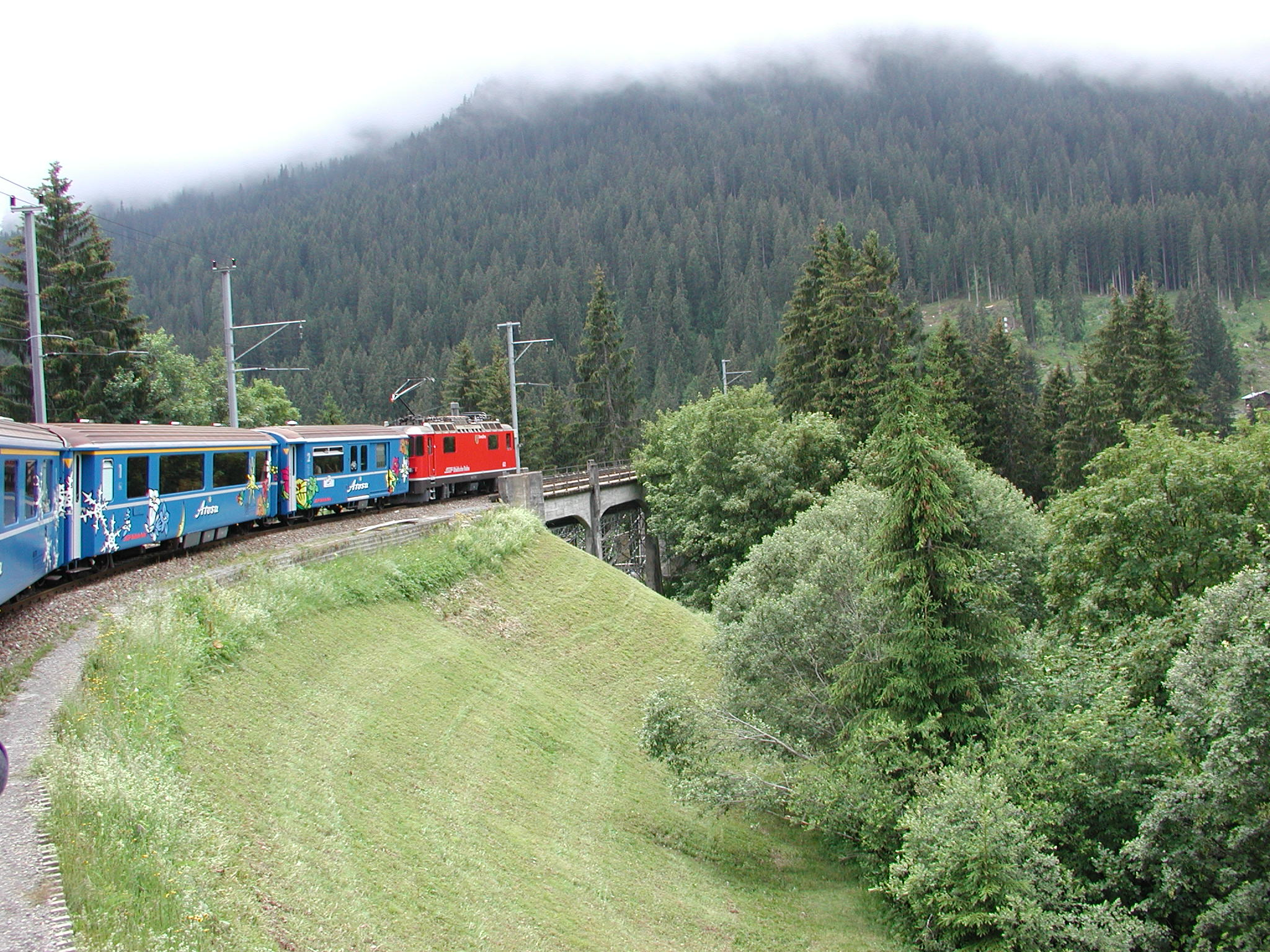
Rhätische Bahn auf dem Weg von Chur nach Arosa

Die Rhätische Bahn betreibt ein 385 Kilometer langes Streckennetz aus 10 Strecken mit insgesamt 102 Stationen:
- Die Bahnstrecke Landquart–Davos Platz verbindet seit 1890 den Kurort Davos mit dem Churer Rheintal.
- Die Bahnstrecke Davos Platz–Filisur verbindet seit 1909 den Kurort Davos mit der Albulabahn in Filisur.
- Die Bahnstrecke Landquart–Thusis verbindet seit 1896 die Gemeinden Landquart und Thusis mit der Kantonshauptstadt Chur.
- Über die in Thusis beginnende Albulabahn wurde 1903 St. Moritz an das bestehende Netz der Rhätischen Bahn angeschlossen.
- Die Pontresinerlinie verbindet seit 1908 Samedan mit Pontresina.
- Die Bahnstrecke Reichenau-Tamins–Disentis/Mustér stellt die Verbindung zur Stammstrecke der Matterhorn-Gotthard-Bahn her. Die Strecke wird auch vom Glacier-Express befahren und verbindet das Vorderrheintal mit dem Alpenrheintal.
- Die Bahnstrecke Bever–Scuol-Tarasp verbindet das Unterengadin mit der Bernina- und der Albulabahn.
- Die Berninabahn führt von St. Moritz über den Berninapass nach Tirano in Italien und zählt zu den steilsten Adhäsionsbahnen der Welt.
- Die Bahnstrecke Chur–Arosa wurde von der Aktiengesellschaft Chur-Arosa Bahn 1914 errichtet, um den Kurort Arosa zu erschliessen. Ein 2008 erfolgter parlamentarischer Vorstoss zur Verbindung dieser Linie mit dem Landwassertal wird zurzeit von der Bündner Regierung angesichts knapper finanzieller Mittel nicht als prioritär betrachtet.[24]
- Die Vereinalinie ist eine wintersichere Verbindung zwischen dem Prättigau und dem Engadin. Die Planungsarbeiten begannen in den 1970er Jahren. Man entschied sich für einen Eisenbahntunnel mit Bahnverlad für Motorfahrzeuge. Im Jahr 1991 begannen die Bauarbeiten für den mit 19,1 Kilometer längsten Meterspur-Tunnel der Welt, den Vereinatunnel, begleitet von Ausbauarbeiten insbesondere im Prättigau. Im November 1999, sechs Monate früher als zunächst geplant, wurde die Strecke zwischen Klosters und Sagliains beziehungsweise Susch eröffnet. Es sind total drei Autozüge vorhanden.

Ehemals bestand eine weitere Strecke:
- Die Bahnstrecke Bellinzona–Mesocco wurde 1907 von der eigenständigen Società Ferrovia elettrica Bellinzona-Mesocco fertiggestellt und war von 1942 bis 2003 im Besitz der Rhätischen Bahn; hatte aber nie eine Gleisverbindung zum restlichen RhB-Netz. Sie wurde ab 1972 nur noch im Güterverkehr betrieben und nach Unwetterschäden auf den Abschnitt Castione-Arbedo–Cama beschränkt.[25] Anfang 2004[26] wurde die Infrastrukturkonzession auf die SEFT (Società Esercizio Ferroviario Turistico) übertragen, die auch eine Personenbeförderungskonzession besass, um einen fahrplanmässigen Museumsbetrieb durch die Ferrovia Mesolcinese (FM) durchführen zu können. Dieser endete mit dem Auslaufen der Personenbeförderungskonzession zum Ende der Saison 2013.

## Rollmaterial der RhB
Im Juni 2022 besass die RhB rund 1000 Schienenfahrzeuge, darunter 43 Lokomotiven und sonstige Triebfahrzeuge, 52 Triebzüge sowie rund 300 Personenwagen und 328 Güterwagen.

### Fahrzeugliste
Folgende Fahrzeuge unterhält oder unterhielt die RhB:
| Bezeichnung                   | Betriebsnr.                           | Anzahl | Einsatzzeit     | Achsfolge                              | Bemerkung                                                                                | Bild                        |
| ----------------------------- | ------------------------------------- | ------ | --------------- | -------------------------------------- | ---------------------------------------------------------------------------------------- | --------------------------- |
| Dampflokomotiven              |                                       |        |                 |                                        |                                                                                          |                             |
| G 3/4                         | 1–16                                  | 16     | 1889–1928       | 1’C n2t                                | Landquart–Davos                                                                          | G 3/4                       |
| G 2×2/2                       | 21 und 22                             | 2      | 1891–1920       | B’B n4vt, 1910/11 Umbau in (1’B)B n4vt | Landquart–Davos, ursprünglich Nummern 6 und 7                                            |                             |
| G 2/2+2/3                     | 23 und 24                             | 2      | 1896–1926       | B’B1’ n4vt                             | –                                                                                        |                             |
| G 2/3+2/2                     | 25–32                                 | 8      | 1896–1921       | (1’B)B h4vt                            | –                                                                                        |                             |
| G 4/5                         | 101–129                               | 29     | 1904–1927       | 1'D n2v (101–106), 1’D h2 (107–129)    | –                                                                                        |                             |
| Diesellokomotiven             |                                       |        |                 |                                        |                                                                                          |                             |
| Gm 3/3                        | 231–233                               | 3      | 1975–2021       | C de                                   | Alle Loks wurden 2021 an die Dampfbahn Furka Bergstrecke verkauft.                       |                             |
| Gm 4/4                        | 241                                   | 1      | 1989–2023       | B’B’ dh                                | MaK 400 BB; An die Brohltalbahn verkauft                                                 |                             |
| Gmf 4/4                       | 242 und 243                           | 2      | seit 1991       | B’B’ de                                | –                                                                                        |                             |
| Gmf 4/4 II                    | 234 01–04                             | 4      | seit 2013       | Bo’Bo’-de                              | Ehemals 287 01 bis 287 04                                                                |                             |
| Elektrolokomotiven            |                                       |        |                 |                                        |                                                                                          |                             |
| Ge 2/2                        | 161 und 162                           | 2      | seit 1911       | Bo                                     | Berninabahn 61 + 62                                                                      |                             |
| Ge 4/4 81                     | 81                                    | 1      | 1916–1970       | C’C’ (Nach Umbau B'B')                 | Museumsbahn Blonay–Chamby 81                                                             |                             |
| Ge 4/4 182 (Bernina-Krokodil) | 182                                   | 1      | 1928–1977       | Bo’Bo’                                 | Berninabahn 82                                                                           |                             |
| Ge 2/4                        | 201–207                               | 7      | 1912–2006       | 1’B1’                                  | Nach Umbau 1943–1946: 205, 207, 211–213, 221–222                                         |                             |
| Ge 3/3                        | 214 und 215                           | 2      | seit 1984       | Co                                     | –                                                                                        |                             |
| Ge 4/6                        | 301, 302, 351–355, 391                | 8      | 1913–1984       | 1’D1’                                  | –                                                                                        |                             |
| Ge 6/6 I                      | 401–415                               | 15     | 1921–2008       | C’C’                                   | Krokodil                                                                                 |                             |
| Ge 4/4 I                      | 601–610                               | 10     | seit 1947       | Bo’Bo’                                 | 603, 605 in Betrieb 602, 610 abgestellt                                                  |                             |
| Ge 4/4 II                     | 611–633                               | 23     | seit 1973       | Bo’Bo’                                 | 628 im Oktober 2019 abgebrochen                                                          |                             |
| Ge 4/4 III                    | 641–652                               | 12     | seit 1993       | Bo’Bo’                                 | –                                                                                        |                             |
| Ge 6/6 II                     | 701–707                               | 7      | 1958–2021       | Bo’Bo’Bo’                              | 701, 703, 704, 706 abgebrochen 702, 705, 707 abgestellt                                  |                             |
| Geaf 2/2                      | 206 01–07                             | 7      | seit 2020       | Bo                                     | –                                                                                        |                             |
| Zweikraftlokomotiven          |                                       |        |                 |                                        |                                                                                          |                             |
| Gem 2/4                       | 211                                   | 2      | 1967–2002       | 1’B1’                                  | ex Gea 2/4 211, ex Ge 2/4 202                                                            |                             |
| Gem 4/4                       | 801 und 802                           | 2      | seit 1968       | Bo’Bo’                                 | –                                                                                        |                             |
| Triebwagen                    |                                       |        |                 |                                        |                                                                                          |                             |
| ABe 4/4                       | 3, 6–8, 11                            | 5      | 1908–1998       | Bo’Bo’                                 | Berninabahn                                                                              |                             |
| ABe 4/4                       | 23                                    | 1      | 1911–1969       | Bo’Bo’                                 | Berninabahn BCFe 4/4 23, 1956 Umbau                                                      |                             |
| ABe 4/4 I                     | 30–37                                 | 8      | 1908–2015       | Bo’Bo’                                 | Berninabahn 1–14, 22; 1947–1953 Umbau                                                    |                             |
| ABDe 4/4                      | 38                                    | 1      | 1911–2016       | Bo’Bo’                                 | Berninabahn 21, 1949 Umbau                                                               |                             |
| ABe 4/4 II                    | 41–49                                 | 9      | seit 1964       | Bo’Bo’                                 | für Berninabahn, Oktober 2010 aus dem Planverkehr zurückgezogen                          |                             |
| ABe 4/4 III                   | 51–56                                 | 6      | 1988–           | Bo’Bo’                                 | für Berninabahn 51, 52 und 55 abgebrochen, 53 im Bahnmuseum Bergün, 54 und 56 abgestellt |                             |
| De 2/2                        | 151                                   | 1      | 1909–           | Bo                                     | Berninabahn 51                                                                           |                             |
| BCe 4/4                       | 451–455                               | 5      | 1957–1997       | Bo’Bo’                                 | Bellinzona-Mesocco-Bahn 1–3, 1945–1951 Umbau zu ABDe 4/4                                 |                             |
| BCFe 4/4                      | 481–484                               | 6      | 1914–1958       | Bo’Bo’                                 | Chur-Arosa-Bahn 1–4, Teile der elektrischen Ausrüstung in 481″–486″ weiterverwendet      |                             |
| BCFe 4/4                      | 485–486                               | 6      | 1925–1969       | Bo’Bo’                                 | Chur-Arosa-Bahn 5–6, BCFe 4/4 486 umbezeichnet zu ABDe 4/4 487                           |                             |
| ABDe 4/4                      | 481″–486″                             | 6      | 1957–1997       | Bo’Bo’                                 | für Arosabahn                                                                            |                             |
| ABe 4/4                       | 487″–488                              | 2      | 1973–1997       | Bo’Bo’                                 | für Arosabahn, verkauft an CJ                                                            |                             |
| BDe 4/4                       | 491                                   | 1      | 1958–2003       | Bo’Bo’                                 | für Bellinzona–Mesocco                                                                   |                             |
| ABe 4/4                       | 501–504                               | 4      | 1939–1999       | Bo’Bo’                                 | 501 erhalten                                                                             | ABe 4/4                     |
| Be 4/4                        | 511–516                               | 6      | 1971, 1979–2021 | Bo’Bo’                                 | Stammnetz-Pendel (STNP), 511 + 512 abgebrochen 2021: 514 + 515 verkauft an MGB           | Be 4/4                      |
| ABe 4/16                      | 3101–3105                             | 5      | seit 2011       | Bo’Bo’+2’2’+2’2’+2’2’                  | «Allegra» Stammnetz-Triebzug (STZ)                                                       |                             |
| ABe 4/16                      | 3111–3172                             | 62     | seit 2019       | Bo’Bo’+2’2’+2’2’+2’2’                  | «Capricorn» Flügeltriebzug, Regional-Triebzug (RTZ)                                      |                             |
| ABe 8/12                      | 3501–3515                             | 15     | seit 2010       | Bo’Bo’+2’2’+Bo’Bo’                     | «Allegra» Zweispannungs-Triebzug (ZTZ)                                                   |                             |
| Kleinlokomotiven              |                                       |        |                 |                                        |                                                                                          |                             |
| Tm 2/2                        | 15–26, 81–84, 91–93, 95–98, 111–120   | 33     | seit 1957       | Bo                                     | Tm 16 / 20 / 25 ausrangiert und nach Frankreich verkauft.                                | Tm 2/2 26 in Surava         |
| Te 2/2                        | 71–75                                 | 5      | seit 1946       | B                                      | –                                                                                        |                             |
| Tmf 2/2                       | 85–90                                 | 6      | seit 1991       | Bo                                     | –                                                                                        |                             |
| Steuerwagen                   |                                       |        |                 |                                        |                                                                                          |                             |
| ABt                           | 1701–1703                             | 3      | seit 1969       | –                                      | Abbruch                                                                                  |                             |
| ABDt                          | 1711–1716                             | 6      | seit 1971       | –                                      | 2014 Neuanstrich rot/dunkelrot                                                           |                             |
| BDt                           | 1721–1723, 1731, 1741–1742, 1751–1758 | 14     | seit 1982       | –                                      | 1741 + 1742 abgebrochen 1753–1758 2024 Umbau zu Velowagen BD für die Albula-Gliederzüge  |                             |
| At                            | 578 01–06                             | 6      | seit 2016       | –                                      | Steuerwagen zum Albula-Gliederzug «Alvra»                                                |                             |
| Bt                            | 528 01–08                             | 8      | seit 2017       | –                                      | Universal-Steuerwagen                                                                    |                             |
| Schneeschleudern              |                                       |        |                 |                                        |                                                                                          |                             |
| Xrotd                         | 9211/9212 (ex R 11/12)                | 2      | 1913–1968       | (A1)2’                                 | –                                                                                        |                             |
| Xrotd ex BB                   | 9213/9214 (ex R 13/14)                | 2      | seit 1912       | C’C’                                   | Berninabahn 1051/1052                                                                    |                             |
| Xrot e                        | 9215                                  | 1      | 1941–1983       | –                                      | –                                                                                        |                             |
| Xrot et                       | 9218/9219                             | 2      | 1967–2015       | –                                      | 9218: 2013 Abbruch 9219: 2015 an MGB                                                     |                             |
| Xrot m                        | 9214                                  | 1      | seit 2001       | –                                      | –                                                                                        |                             |
| Xrot m                        | 9216                                  | 1      | 1958–2015       | –                                      | 2015 an DFB                                                                              |                             |
| Xrot mt                       | 9217                                  | 1      | seit 1981       | –                                      | –                                                                                        |                             |
| Xrot mt                       | 95401/02                              | 2      | seit 2012       | –                                      | –                                                                                        |                             |
| Xrot mt                       | 95403/04                              | 2      | seit 2011       | –                                      | –                                                                                        |                             |
| Lösch- und Rettungsfahrzeuge  |                                       |        |                 |                                        |                                                                                          |                             |
| Xak                           | 9381–9384                             | 4      | seit 1999       | 2’2’                                   | 9381 und 9382 Gerätewagen, 9383 und 9384 Sanitätswagen; für Vereinatunnel                | Xak in Klosters Selfranga   |
| Xah-v                         | 9385–9386                             | 2      | seit 1999       | 2’2’                                   | Wasserwagen; für Vereinatunnel                                                           | Xah-v in Klosters Selfranga |
| Xm 2/4                        | 27401–27404                           | 4      |                 | Bo’2’                                  | 27401 und 27402 Löschfahrzeuge, 27403 und 27404 Rettungsfahrzeuge; für Vereinatunnel     |                             |

### Technische Besonderheiten
Wenngleich die RhB zusammen mit der MGB als grösstes Schmalspurnetz in vielem den Standard setzt, so weisen heute deren Fahrzeuge Eigenschaften auf, die andernorts nicht oder kaum mehr zu finden sind. So sind RhB und MGB bis heute dem Mittelpuffer mit zwei Schraubenkupplungen treu geblieben, während fast alle kleineren Bahnen in der Schweiz zu einer automatischen Kupplung gewechselt haben. Allerdings sind für besondere Zwecke begrenzt andere Kupplungen eingesetzt worden (RhB: Vereina-Autozüge, Vorortspendelzüge, Capricorn). Dabei wurde für jeden neuen Zweck wiederum auf eine andere Kupplung zurückgegriffen, sodass das RhB/MGB-Netz heute mit insgesamt sechs Kupplungssystemen konfrontiert ist.
Als Haupt-Bremssystem hat sich bis heute die Vakuumbremse gehalten. Sie wird aber zunehmend durch die vakuumgesteuerte Druckluftbremse verdrängt, die bei den Steuerwagen schon lange verwendet wird. Die Lärmsanierung (Umstellung auf Kunststoff-Bremsklötze) der Personenwagen erforderte den Einbau eines Gleitschutzes, der nur mit Druckluftbremsen möglich ist. Alle neuen Personenwagen werden deshalb nun ebenfalls mit vakuumgesteuerter Druckluftbremse ausgeliefert, ältere nachgerüstet. Bei den Vereina-Autozügen, den Vorortspendelzügen und den Capricorn wird seit der Inbetriebnahme dieser Fahrzeuge die Druckluftbremse verwendet. Um sowohl vakuum- als auch druckluftgebremste Züge befördern zu können, sind neue Triebfahrzeuge und Steuerwagen mit der Dualbremse ausgestattet.
Die ab 1913 eingeführte elektrische Heizung erfolgt mit 300 V ab dem Transformator des Triebfahrzeugs. Auf dem europäischen Normalspurnetz sind demgegenüber Spannungen von 1000, 1500 oder 3000 Volt üblich. Um die gleiche Heizleistung zu erreichen, sind deshalb bei der RhB wesentlich grössere Ströme erforderlich; das Maximum liegt derzeit bei 1000 Ampere. Da dies für sehr lange Züge nicht mehr ausreicht, wurden einige Gepäckwagen als Heizwagen ausgerüstet; sie heizen ab Zugmitte den hinteren, die Lok den vorderen Zugsteil. Längerfristig soll die Heizspannung auf 1000 Volt angehoben werden.
Früher hatten die Fahrzeuge der RhB Stromabnehmer mit einer Wippenbreite von 1450 mm und jene der benachbarten Furka-Oberalp-Bahn Wippen mit 1600 mm Breite. Inzwischen verfügen alle Fahrzeuge über sogenannte UICA-Wippen, die 1500 mm breit sind und mit denen beide Netze befahren werden können.

### Farbgebung des Rollmaterials
Die RhB hat sich über einen langen Zeitraum als «die kleine Rote» bezeichnet, wenngleich die Fahrzeuge der RhB nicht immer rot waren. Vielmehr gab es zu unterschiedlichen Zeiten eine Reihe verschiedener Farbgebungen.
Allgemeine Wagenfarbe war zu Beginn das Dunkelgrün. Der Anstrich sollte das Holz der Wagenkästen vor Verwitterung schützen, gleichzeitig sollte er nicht zu anfällig auf Verschmutzung sein, da die Wagen ständig in den Rauchfahnen der Dampfloks verkehrten. Auch die ersten elektrischen Lokomotiven (Ge 2/4 und Ge 4/6) erschienen ab 1913 mit wagengrünem Anstrich. Mit der Ablieferung der «Krokodile» Ge 6/6 401 bis 415 ab 1921 wurde Braun zur Farbe der Stangen-Elektroloks, auch die zuvor grünen Loks erhielten nun einen braunen Anstrich.
1929 wurde auf der RhB der Speisewagenbetrieb eingeführt, und zwar mit Wagen, die (bis 1949) der Mitropa gehörten. Diese Wagen waren dunkelrot. Gleichzeitig erschien der erste zweifarbige Wagen, nämlich der As4ü 61 (später As 1161), der ab 1930 im Glacier-Express lief. Es folgten der A4ü 54 (A 1154) und die F4ü 4202 bis 4203 (D 4202 bis 4203), die ab 1931 zusammen mit einem grünen B4ü 1101 bis 1109 (A 1101 bis 1109) und einem roten Mitropa-Dr4ü 10 bis 12 (WR 3810 bis 3812) im Engadin-Express liefen. Ursprünglich für denselben Zweck kaufte die RhB von der Compagnie Internationale des Wagons-Lits vier Pullmanwagen, die für den Golden-Pass beschafft worden waren und 1939 als grün/crème AB4ü 241 bis 244 (As 1141 bis 1144) in den Fahrzeugpark eingegliedert wurden. Durch den Beginn des Zweiten Weltkriegs und den damit verbundenen Einbruch im Tourismusbetrieb konnten die Wagen zunächst kaum vernünftig eingesetzt werden; sie dienten vorerst für Sonderfahrten, insbesondere der Armee respektive der Armeeführung und nach dem Krieg als Verstärkungswagen in der 1. Wagenklasse.
1939 und 1940 wurden zwölf Leichtbau-Fahrzeuge abgeliefert, vier Triebwagen (501–504) und acht Mitteleinstiegswagen, die zunächst für schnelle, leichte Expresszüge eingesetzt wurden. Diese Fahrzeuge erschienen in Rot und behielten diese Farbe grundsätzlich bis heute, wobei aber der Rotton, die Anschriften und die Zierlinien den späteren Ausführungen angepasst wurden.
1942/43 wurden drei von Anfang an mit Gleichstrom betriebene Bahnen in die RhB integriert, deren Fahrzeuge nicht der «Russplage» ausgesetzt waren. Die Fahrzeuge der Chur-Arosa-Bahn waren seit der Eröffnung 1914 bis zur Eingliederung in die RhB 1942 grau/weiss, diejenigen der Bellinzona-Mesocco-Bahn grün/crème. Die Fahrzeuge der Berninabahn waren bis zur Fusion 1943 gelb, aber es vergingen noch mehr als zehn Jahre, bis die letzten Fahrzeuge den Anstrich ihrer ehemaligen Bahngesellschaft verloren hatten. Bekannt ist insbesondere der Berninabahn-ABe 4/4 6, der bis 1960 im gelben Anstrich verkehrte.
Nun wurde Grün/Crème als Farbe für alle Reisezugwagen und die Gleichstrom-Triebwagen bestimmt. Die ersten Neubauten in diesem Anstrich waren die ab 1947 gelieferten Mitteleinstiegswagen von SWS. Bis weit in die 1960er-Jahre hinein waren noch grün/crème-farbige Wagen unterwegs. Als allerletzte Wagen verkehrten die B2 2075 bis 2076 in diesem Anstrich, bevor sie 1983 ausrangiert wurden beziehungsweise an die Schmalspurbahn Öchsle gingen.
Die ab 1947 gelieferten Lokomotiven mit Einzelachsantrieb (Ge 4/4 I 601 bis 610, Ge 6/6 II 701 bis 707, Ge 4/4 II 611 bis 620) erschienen in Grün. Dieselbe Farbe galt bisher als Norm für die Gepäckwagen.
Bereits die 1956 abgelieferten Mitteileinstiegswagen von SIG wurden ebenfalls wieder ganz in Grün gehalten. Nach und nach wurden auch die Personenwagen und Gleichstrom-Triebwagen ab 1956 ganz grün gestrichen.
1957 wurden die ersten Neubautriebwagen für Gleichstromlinien geliefert, diese erschienen in Rot, und ab 1962 erhielten auch die alten Gleichstromtriebwagen diese Farbe. Mit der bald darauf beschlossenen Einführung von Steuerwagen wurde entschieden, jeweils die ganzen Pendelzüge in Rot zu gestalten. Als erste kamen 1968 die vier Erstklasswagen A 1253 bis 1256 in Betrieb, die im Winter in den Pendelzügen nach Arosa und im Sommer im Glacier-Express verkehren sollten. Somit wurde auch dieser Expresszug erstmals ganz rot, da die von FO und BVZ gestellten Zweitklasswagen ebenfalls rot waren. Auch die pendelzugfähigen Neubauwagen (ABt 1701–03, B 2315–19 und D 4231–32) für die Arosa-Linie wurden in roter Farbe abgeliefert.
Die in dieser Zeit beschafften sonstigen Personenwagen, also die Einheitswagen I in gewöhnlicher Länge und in verkürzter Ausführung für die Berninabahn, waren wie die älteren Wagen grün gestrichen. Ab 1973 wurden die Fahrzeuge nicht mehr mit den Buchstaben «RhB» beschriftet, sondern mit dem neu eingeführten Logo versehen. Dieses Logo wurde ab 1983 (Lieferung EW III) mit dem rechts davon stehenden Bahnnamen in einer der drei in Graubünden vorkommenden Landessprachen ergänzt, also Rhätische Bahn, Ferrovia retica oder Viafier retica. Ab diesem Zeitpunkt wurden auch die technischen Anschriften in einen Block unterhalb der Wagennummer zusammengefasst, und ab 1985 enthielt dieser erweiterte Informationen, insbesondere auch das für die Lastberechnung massgebliche Gewicht im beladenen Zustand.
Alle Stammnetz-Einheitswagen II (EW2) wurden ebenfalls noch in Grün ausgeliefert (bis 1980), aber kurz danach wurde beschlossen, generell auf Rot zu wechseln, was circa zehn Jahre in Anspruch nahm. Zunächst beschränkte sich der Farbwechsel zwar noch auf Wagen, die auf die Berninastrecke übergehen konnten. Als erste in der Lackiererei waren 1981 die kurzen Bernina-B 2307 bis 2314 von 1968. Die A 1261 bis 1262 (EW2 verkürzt) wurden 1978 rot ausgeliefert, weil sie mit Steuerleitung ausgerüstet sind, 1982 erschienen die BD 2471–74 (ebenfalls EW2 verkürzt) ohne Steuerleitung in Rot. Die zweite Serie Ge 4/4" wurde 1984 rot ausgeliefert. Kurz zuvor, 1983, wurde aber noch eine Sonderlackierung in Rot mit braunem Fensterband für den Bernina-Express eingeführt (10 EW3), mit der 1985/86 auch die A 1261, 1262 und BD 2473 versehen wurden und 1993 alle verkürzten Einheitswagen IV (11 EW4). Bei den ab 2000 gelieferten Panoramawagen mit den grossen Fenstern war dieses Fensterband nicht mehr passend. Zwischen 1999 und 2004 wurden deshalb alle 24 Wagen mit dem roten Standardanstrich versehen. Als letzter grün lackierter moderner Wagen ging der B 2373 Mitte Dezember 1990 in die Revision.
Die rot lackierten Wagen haben ein silbern lackiertes Dach, silberne Türen sowie eine silberne Zierlinie unter den Fenstern, die seit einigen Jahren breiter wurde und in Rot auf den Türen fortgesetzt wird. Vorübergehend wurde auf das RhB-Logo verzichtet und der Schriftzug in den Zierstreifen integriert, allerdings wird inzwischen das Logo wieder wie seit 1983 üblich angebracht. Bei Loks und Triebwagen verläuft der Zierstreifen auf Fussbodenhöhe, darunter sind sie dunkelgrau lackiert. Die ab 2009 ausgelieferten Allegra-Triebzüge übernehmen den bisherigen Triebwagenanstrich mit tiefliegender Zierlinie, sind darunter jedoch dunkelrot statt dunkelgrau lackiert. Die Allegra-Farbgebung wurde inzwischen auch für modernisierte Be 4/4 mitsamt Mittel- und Steuerwagen sowie die ab 2015 beschafften Albula-Gliederzüge AGZ angewendet. Die Bereiche der ersten Klasse sind mit einer gelben Kennlinie an der Dachkante markiert (bei den Bernina-Panoramawagen nur im Türbereich).
Die 1939 gekauften As 1141 bis 1144 wurden von 1974 bis 1977 revidiert und erhielten einen Anstrich in Rot/Crème, 1985 folgte der As 1161. Er war ab 1973 als Messwagen verwendet worden, für die Inbetriebnahme der Ge 4/4 II, und war danach im Grün/Crème-Anstrich abgestellt. 1986 erhielt auch der A 1154, der zwischenzeitlich grün war, diesen Anstrich.

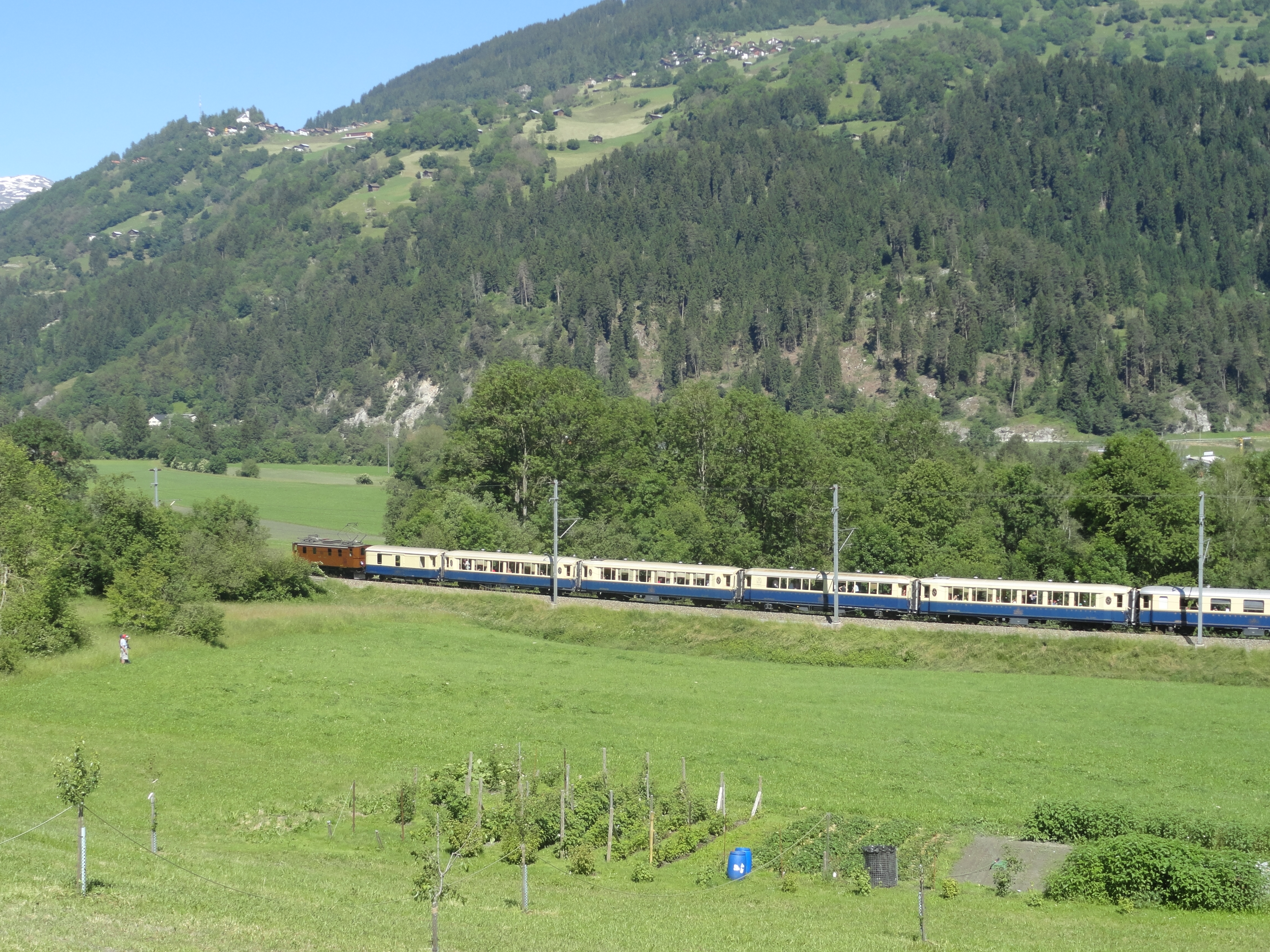
Pullman-Express zwischen Ilanz Castrisch und Ilanz

Nachdem aber der ganze Fahrzeugpark rot lackiert worden war, fielen die Speisewagen in den Zugskompositionen nicht mehr auf. Deshalb wurde Blau zur neuen Speisewagenfarbe bestimmt. Während anfänglich ein helles Blau appliziert wurde, ist der Anstrich jetzt in Salonwagen-Dunkelblau. Weiter unter den blauen Fahrzeugen zu erwähnen sind einige Wagen, die 1997 einen Anstrich in der Hausfarbe der Gemeinde Arosa erhielten. Sie verkehrten ab der Umstellung der Arosabahn auf Wechselstrom im Arosa-Express und behielten ihren Sonderanstrich vertragsgemäss etwa zehn Jahre lang, der letzte Wagen (As 1256) bis 2012. Weiter wurde die Ge 6/6 I 412 passend zu den Pullman-Wagen komplett in Blau gestrichen. Diesen Anstrich behielt sie bis zu ihrer Ausrangierung und Verschrottung. 1998/99 wechselten die As 1141 bis 1144 auf Pullman-Blau/Crème und damit zurück zu ihrer Ursprungsfarbe, die sie bei der MOB getragen hatten. Auch der D2 4062 (heute D2 4051), der As 1161 und schliesslich Ende 2010 der zum Piano-Barwagen umgebaute (küchenlose) Speisewagen WR-S 3820 (vorher 3814) erhielten diesen Anstrich. Eine weitere Ausnahme vom Einheitsrot bilden die gelben offenen Panoramawagen, die vor allem auf der Berninabahn anzutreffen sind.
Die Rangiertraktoren der RhB sind heute orange lackiert, Bahndienstfahrzeuge orange oder gelb. Die meisten Güterwagen sind grau (ältere gedeckte Güterwagen sowie einige Schüttgutwagen braun). Die Wagen des Glacier-Express tragen unabhängig vom Eigentümer einen einheitlichen Anstrich in einem bläulichen Hellgrau mit roten Wagenenden, der Speisewagen ist komplett rot.

### Abschaffung der Raucherplätze
Seit Dezember 2005 bietet die RhB wie alle anderen Bahngesellschaften in der Schweiz keine Raucherplätze mehr an. Die Bahn erhoffte sich durch diese Massnahme eine Steigerung des Komforts für die Bahnreisenden sowie erhebliche Einsparungen beim Unterhalt. So muss zum Beispiel die Klimatisierung nicht mehr in Raucher- und Nichtraucherbereiche aufgetrennt werden.

## Stromversorgung

### Wechselstrom-Stammnetz
Die Rhätische Bahn benutzt zum Antrieb ihrer elektrisch betriebenen Fahrzeuge im Stammnetz Einphasenwechselstrom mit einer Spannung von 11 kV und einer Frequenz von 16,7 Hertz, der wie üblich über Oberleitungen zugeführt wird. Die Frequenz entspricht dabei derjenigen des übrigen Schweizer Bahnnetzes, während die Spannung um 4 kV niedriger liegt.
Der Energietransport über mittlere Entfernungen erfolgt über ein bahneigenes Versorgungsnetz, das als Einphasen-Dreileiternetz mit derselben Frequenz 16,7 Hertz, aber einer Spannung von 66 kV betrieben wird. Dieses ist im Unterwerk Landquart mit dem Stromnetz der SBB verknüpft. Der Strom aus dem Versorgungsnetz wird in Unterwerken in Bever, Chur, Filisur, Küblis, Sagliains, Selfranga, Sils im Domleschg und Tavanasa auf die Fahrspannung von 11 kV heruntertransformiert und direkt vor Ort oder über Speiseleitungen in den Fahrdraht eingespeist.
Die Energie für das Versorgungsnetz liefert der Schweizer Energieversorger Repower AG. Die Einspeisung erfolgt in vier Anlagen:
- In Bever und Landquart betreibt die RhB bei den Unterwerken jeweils einen statischen Umrichter mit 18 MW Wirkleistung (20 MVA Blindleistung). Dieser erzeugt mithilfe von Energie aus Repower-Leitungen des 50-Hz-Drehstrom-Landesnetzes Einphasenwechselstrom der Frequenz 16,7 Hz.[48][49]
- Einer der beiden Generatoren in dem von Repower betriebenen Wasserkraftwerk Klosters ist ein Bahnstromgenerator (16,7 Hertz, 8 MVA).[48]
- Im Wasserkraftwerk Sils im Domleschg der Kraftwerke Hinterrhein sind zwei Bahnstromgeneratoren mit einer Leistung von je 4 MVA installiert.[48][50] Hier wird Beteiligungsenergie des am Betreiber beteiligten Kantons Graubünden eingespeist.[47] Nach Betreiberangaben werden hier 45 Prozent des Energiebedarfs der RhB erzeugt.[51]

Siehe dazu auch die Liste von Bahnstromanlagen in der Schweiz. Insgesamt verbrauchte die Rhätische Bahn im Jahr 2012 Traktionsenergie von 98,3 Millionen Kilowattstunden. Die Kosten dafür beliefen sich im Jahr 2012 auf 11,7 Mio. Franken.
Ein Stromkreis des 66-kV-Versorgungsnetzes besitzt zwei isoliert geführte Aussenleiter. Diese sind entweder als Freileitungen oder als Kabelleitungen verlegt. Aus Gründen des Landschaftsschutzes wurden die Leitungen überwiegend nicht auf eigenen Freileitungstrassen verlegt, sondern mit anderen Freileitungen oder den schon bestehenden Fahr- und Speiseleitungen der Bahnlinien gebündelt oder als Kabelleitungen ausgeführt:
- Kabelleitungen wurden durch den Albula- und den Vereinatunnel verlegt. Darüber hinaus ist im Gebiet von Davos (von Davos Glaris bis Davos Laret), im Siedlungsgebiet von Filisur und im Val Bever zwischen Spinas und dem Unterwerk Bever die Leitung als Erdkabel verlegt.[54]
- Die Bahnstrom-Freileitungen von Sils im Domleschg nach Filisur, von Filisur nach Preda, von Filisur bis Davos Glaris sowie von Davos Laret über Selfranga und Küblis nach Landquart wurden als Hybridleitungen gemeinsam mit Drehstromkreisen der wirtschaftlichen Landesversorgung geführt.
- Die Bahnstromleitung von Landquart über Chur und Farsch nach Tavanasa ist ebenso wie die Bahnstromleitung von Farsch bis Thusis und die Leitung von Bever nach Sagliains zum grössten Teil auf verlängerten Fahrleitungsmasten installiert, wofür Isoliertraversen oberhalb der Fahrleitungstraversen (und gegebenenfalls der Speiseleitungen) angebracht wurden. Sofern die Versorgungsleitung Tunnels nicht auf einem eigenen Trassee umgeht, durchquert sie diese als Kabel.

### Berninabahn
Die mit 1000 V Gleichspannung betriebene Berninabahn besitzt eine vom Stammnetz unabhängige Energieversorgung. Diese erfolgt über eine 23-kV-Drehstromleitung der Repower AG von Campocologno über den Berninapass nach Pontresina, die im Wesentlichen entlang der Bahnlinie verläuft. An diversen Stellen sind Transformatoren und Gleichrichter installiert, über die der Fahrdraht mit der Fahrspannung versorgt wird. Mit Hilfe von in jüngerer Zeit ebenfalls installierten Wechselrichtern wird der beim Bremsen der Fahrzeuge erzeugte Rekuperationsstrom wieder in die Versorgungsleitung zurückgespeist.